# L'età dell'innocenza (romanzo)
L'età dell'innocenza (titolo orig. The Age of Innocence) è un romanzo della scrittrice americana Edith Wharton. Ottavo romanzo dell'autrice, fu dapprima pubblicato in quattro puntate sulla rivista Pictorial Review nel 1920 e, nello stesso anno, poi raccolto in volume da D. Appleton and Company. Nel 1921, l'opera vinse il Premio Pulitzer per il romanzo, facendo della Wharton la prima donna vincitrice. Inizialmente, la giuria aveva scelto Main Street di Sinclair Lewis ma, rigettando il libro per le sue tesi politiche, optò per la Wharton come First Lady delle Lettere americane. La storia è ambientata nel mondo dell'alta borghesia americana degli anni Settanta del XIX secolo, durante la cosiddetta Gilded Age di New York.
Il titolo dell'opera fu ispirato all'autrice dal ritratto "The Age of Innocence", una pittura a olio del pittore inglese Joshua Reynolds, completato circa nel 1785 o 1788.

## Trama
Newland Archer è un giovane e brillante avvocato appartenente all'esclusiva società della alta borghesia newyorkese, un gentiluomo erede di una delle migliori famiglie della città. Equilibrato ed umano, Archer conosce - prima che venga annunciato il proprio fidanzamento combinato con la bella ma innocua May Welland - Ellen Olenska, moglie trentenne separata di un corrotto conte polacco e cugina della stessa May.
Ellen è tornata a New York dall'Europa dopo la scandalosa separazione dal marito violento e infedele; ella ha una personalità troppo schietta e sensibile  per poter essere accettata in una società estremamente formale, facendosi allegramente beffe delle sue regole esigenti. Archer, pur vivendo immerso in quella società - di cui pare essere il più limpido esemplare - dentro di sé ha la lucidità per comprenderne i limiti e le ipocrisie e in poco tempo sente crescere sempre più l'ammirazione che prova per la contessa e per il suo modo di vivere improntato a valori più sinceri, fino a quando non s'accorge di iniziare a provare un sentimento sempre più intenso. Comincia anche a metter in dubbio l'idea di sposarsi con May: questo matrimonio non appare più essere un destino ideale come aveva immaginato fino a poco tempo prima; allo stesso tempo però egli non vuole e non può sottrarsi agli impegni assunti, e lascia che le cose procedano come prestabilito.
La decisione di Ellen di tagliare completamente i ponti col proprio passato infelice divorziando dal marito produce un'autentica crisi negli altri membri della sua famiglia, terrorizzati dallo scandalo e dalla vergogna che fuor di dubbio s'abbatteranno su di loro: vivere separati di fatto può ancora essere tollerato, ma il divorzio, sebbene legalmente ammesso, è considerato inaccettabile. Nel tentativo di salvare la reputazione della famiglia Welland, un collega dello stesso studio legale in cui lavora Newland gli chiede di impegnarsi nel dissuadere ad ogni costo la contessa dall'idea del divorzio.
In tal modo il giovane diventa il legale ufficiale di Ellen nella causa che si sta avviando. Dietro pressione di Newland - che desidera averla vicina e teme che il divorzio la escluderebbe per sempre dalla accoglienza della sua famiglia e dalla società - la contessa accetta di rimanere in America separata, ma ancora ufficialmente sposata al conte. Sentendosi sempre più profondamente innamorato dell'affascinante donna, implora May d'accelerare la data delle nozze, ma ella rifiuta, in ossequio alle usanze sociali che impongono fidanzamenti molto lunghi. Newland arriva così a dichiararsi apertamente a Ellen; lei, che pure gli rinfaccia di averla spinta a rinunciare a quella libertà che avrebbe consentito loro di vivere insieme, corrisponde i suoi sentimenti, e un unico bacio li vede cedere al proprio amore reciproco. Tuttavia Ellen resta profondamente turbata dal fatto che la loro eventuale relazione possa far soffrire la cugina. Rientrato a casa, Newland riceve un telegramma in cui May gli annuncia inaspettatamente d'acconsentire alle nozze immediate.
A matrimonio avvenuto egli cerca invano di dimenticare Ellen, ma la sua esistenza a fianco di May è del tutto priva d'autentico amore; si lascia assorbire così sempre più dalla propria vita lavorativa e sociale, anche se divenuta vuota e priva di gioia.
Ellen è intanto andata a vivere a Washington, rimanendo così a distanza di sicurezza da Newland, ma le loro strade nuovamente s'incrociano a Newport, in Rhode Island; il giovane avvocato scopre che il conte Olenski fa pressioni per far tornare la moglie da lui, ma lei - nonostante le pressioni della famiglia ad accettare la riconciliazione e tornarsene in Europa - ha finora sempre rifiutato. Frustrata ed incollerita dal senso d'indipendenza che Ellen ha sempre dimostrato, la famiglia arriva al punto di tagliarle i viveri.
Newland cerca disperatamente una maniera per lasciar May e stare con Ellen, da cui è sempre più appassionatamente ossessionato: disperando di poter far mai diventare Ellen sua moglie, prova almeno a farle accettare di diventare la propria amante. Poco dopo Ellen viene richiamata a New York per prendersi cura della nonna malata, che di fronte all'adorata nipote - disposta a vivere con uno stile di vita meno agiato pur di mantenere la propria libertà - e davanti a tanto coraggio, umanità e sincerità di sentimenti, decide di tenerla a vivere con sé e di fornirle nuovamente un assegno di mantenimento. Ellen inizialmente accetta questa soluzione che le consentirebbe di vivere accanto a Newland, anche se non come legittima compagna, ma May - che ha da sempre sospettato i reali sentimenti del marito - la incontra per un colloquio privato, al termine del quale Ellen inaspettatamente comunica alla famiglia la propria decisione irrevocabile di partire e stabilirsi a Parigi.
Newland di fronte alla prospettiva di perdere per sempre il proprio grande amore arriva a convincersi che l'unico futuro felice per lui sarebbe quello in cui - abbandonata May - raggiungerà Ellen in Europa. Quando tutto sembra essere deciso, May gli annuncia di aspettare un figlio e di aver anticipato la notizia alla stessa Ellen, dando finalmente una spiegazione alla sua improvvisa decisione di partire, e rivelando da un lato che May non è l'ingenua, pura ragazza innocente che sembra essere, e che la società si aspetta che sia, e dall'altro che la Ellen ritenuta dalla stessa società una donna dissoluta e priva di moralità - tutti pensano che  il platonico idillio con Newland altro non sia che l'ennesimo rapporto extraconiugale tanto comune tra gli uomini del tempo - è invece una donna capace di rinunciare alla propria felicità pur di preservare l'integrità di una famiglia che sta nascendo. Irrimediabilmente intrappolato, Newland rinuncia a seguire l'amata, a favore del bene della famiglia e dei figli.
L'ultimo capitolo si svolge ventisei anni più tardi, a Parigi. Archer è oramai vedovo e ha accompagnato il figlio maggiore, il quale, venuto a sapere che la cugina della madre vive lì, ha organizzato di farle visita nel suo appartamento. In punto di morte la madre gli ha rivelato del legame che ha unito il padre con Ellen, e che la solidità della loro famiglia si è fondata proprio sulla rinuncia a quanto egli aveva di più caro al mondo. Il figlio, espressione di una società profondamente mutata, vorrebbe così restituire al padre una nuova occasione di felicità. Ricevuto l'invito a passare da lei, Newland sarebbe infatti ormai libero di vivere la propria vita libero da condizionamenti sociali e familiari; stordito dalla prospettiva di rivedere Ellen e intorpidito da una intera esistenza consacrata alla rinuncia del proprio grande amore, manda però solo il figlio a salutarla, mentre egli rimane ad attendere fuori, fissando la finestra dietro la quale immagina l'amore della propria giovinezza e mantenendo intatti i propri ricordi. E poi ritorna al suo albergo senza vederla.

## Personaggi

### Protagonisti
Avv. Newland Archer
Protagonista maschile della storia; è un giovane popolare nonché avvocato di successo che vive con la madre e la sorella in un'elegante casa newyorkese. Fin dalla più tenera età la sua vita è stata plasmata dalle abitudini ed aspettative della classe sociale superiore cittadina a cui appartiene, tanto che all'inizio egli è orgoglioso e felice di ambire ad un matrimonio tradizionale con la mite e sottomessa May.
Ma la sua vita è destinata a cambiare radicalmente a partire dal momento in cui incontra la contessa Olenska; attraverso il suo rapporto con lei, prima solo amichevole e poi anche amoroso, comincia per la prima volta a mettere in discussione i valori in cui era stato allevato. Vede così la disuguaglianza sessuale del suo mondo e la superficialità dei suoi costumi; si sforza pertanto di bilanciare l'impegno assunto con May con l'amore che prova per Ellen.
Mrs. Manson Mingott
Matriarca della potente famiglia Mingott, nonna di Ellen e May. Rimasta vedova da giovane, ha assicurato la posizione sociale della propria famiglia con astuzia e forza di carattere; è lei che concorda la data del matrimonio della nipote e amministra il patrimonio di famiglia (accordando un assegno di sussistenza ad Ellen).
Mrs. Augusta Welland
Madre di May, ha allevato la figlia con l'esclusivo scopo di farla diventare una correttissima signora della buona società: conseguenza di una tal influenza sono l'ottusità, la mancanza d'immaginazione e la rigidità di comportamento di May, sempre protesa ad esser adeguata ed appropriata così come gli altri s'attendono da lei. Ha portato subito il velleitario marito a conformarsi ai suoi voleri e desideri.
Cercherà in tutti i modi di trascinare anche Newland nella sua rete, per trasformarlo in un imperturbabile, privo di fantasia e noioso marito per la figlia.
May Welland
Prima fidanzata e poi moglie di Newland. Cresciuta per esser una moglie e madre perfetta, lei segue ed obbedisce sempre a tutti i costumi sociali che le vengono imposti: per lo più è la superficiale, disinteressata e poco interessante giovane donna che il mondo newyorkese richiede. Dopo il matrimonio giunge a sospettare che il marito sia stato l'amante di Ellen.
Fingerà tuttavia sempre d'esser felice di fronte agli altri, mantenendo l'illusione che lei e Newland abbiano raggiunto il connubio perfetto che tutti s'aspettano: l'insoddisfazione intima in cui vive sviluppa la sua natura manipolativa, di cui il marito s'accorge però troppo tardi. Sul letto di morte dirà al figlio Dallas che potrà sempre fidarsi ciecamente del padre, in quanto ha ceduto la cosa per lui più importante per lealtà nei confronti della famiglia.
contessa Ellen Olenska
Cugina di May e nipote di Mrs. Mingott, ha acquisito il titolo sposando un conte polacco dell'antica nobiltà europea; il marito, crudele ed insensibile, ha gettato tutta la sua fortuna in relazioni con altre donne e forse anche con uomini. Dopo aver vissuto per un po' a Venezia con il segretario di suo marito per sfuggire all'infelicità matrimoniale, torna dalla famiglia d'origine a New York.
Lei è uno spirito libero, che aiuta Newland a vedere oltre lo stretto confine delle imposizioni sociali; tratta la cameriera Nastasia da pari a pari, offrendole il proprio mantello prima di mandarla a fare una commissione. Frequenta inoltre feste a cui partecipano anche persone poco raccomandabili, come Julius Beaufort e la signora Lemuel Struthers; invita infine Newland, il fidanzato della cugina May, a farle visita.
Ellen soffre tanto quanto Newland per il loro amore impossibile, ma è disposta a vivere in una specie di limbo emotivo purché possano continuare per sempre ad amarsi a distanza; l'amore che prova per il giovane avvocato la spinge a decisioni importanti, come rinunciare al divorzio ed offrire solo una volta a Newland un incontro sessuale prima di scomparire dalla sua vita. La propria coscienza e responsabilità nei confronti della famiglia complicano non poco i sentimenti che prova: quando viene a sapere della gravidanza di May sceglie immediatamente di abbandonare l'America, rifiutando il tentativo di Newland di seguirla in Europa.

### Personaggi minori
Christine Nillson
Famosa cantante (esistita realmente, vedi Christina Nilsson) che si esibisce in un'opera la notte in cui Newland e May annunciano ufficialmente il loro fidanzamento. Canterà nella stessa opera due anni dopo.
Mrs. Lovell Mingott
Nuora di Mrs. Mingott.
Lawrence Lefferts
Giovane uomo ricco membro dello stesso circolo sociale di Newland. Considerato da tutti un esperto di buone maniere, è lui che sta dietro allo scortese rifiuto di alcuni di partecipare alla cena di benvenuto per Ellen: fa un grande spettacolo della propria moralità ogni qual volta la moglie lo sospetta di intrattenere una qualche relazione extraconiugale.
Sillerton Jackson
Esperto osservatore delle migliori famiglie che compongono la buona società di New York, sa sempre chi è legato a chi e la storia di ogni famiglia importante. La madre e la sorella di Newland lo invitano a cena quando vogliono essere informate degli ultimi pettegolezzi.
Julius Beaufort
Un banchiere arrogante che cerca d'avere una relazione con Ellen. La sua attività alla fine fallisce e viene costretto a lasciare la società in disgrazia.
Regina Beaufort
Moglie di Julius e nipote di Mrs. Mingott, da cui si reca per chiedere un prestito quando la banca del marito sta per fallire: la sua vista inaspettata fa sì che a Mrs. Mingott venga un ictus.
Janey Archer
Sciatta sorella nubile di Newland. Lei e la madre non perdono un'occasione per poter spettegolare sulla società di New York; disapprova fortemente Ellen per il carattere anticonformista e indipendente.
Mrs. Adeline Archer
Madre vedova di Newland e Janey. Crede molto e con convinzione nei valori sociali prescritti, vede pertanto Ellen con notevole sospetto.
Mrs. Lemuel Struthers
Una donna ai margini della società, trattata da tutti con diffidenza e disprezzo, fino a quando Ellen non fa amicizia con lei. Alla fine diventa popolare e benvoluta, tanto che May ritiene opportuno recarsi alle sue feste.
Conte Olenski
Marito di Ellen, un aristocratico dissoluto, fin quasi a trascinare la moglie in miseria. In un primo momento lascia libera Ellen di andarsene, più tardi però manda il suo segretario fino in America per chiederle di tornare, con l'unica clausola che appaiano pubblicamente assieme di tanto in tanto. Descritto come mezzo paralizzato e molto pallido, con spesse ciglia femminee, tradisce costantemente la moglie ed un'osservazione velata di Lawrence fa capire che abbia rapporti omosessuali.
Sophy Jackson
Signora nubile, amica di Adeline e Janey.
Louisa e Henry van der Luyden
Cugini degli Archer, tra le persone più potenti della città, raramente si mescolano con gli altri. Quando tutta l'alta società newyorkese rifiuta l'invito ad una cena in onore di Ellen, organizzano una sontuosa cena riuscendo ad imporre la presenza della contessa ad i loro ospiti.
St Austrey
Un duca inglese, cugino di Henry ed ospite d'onore ad una cena dai van der Luyden organizzata. Sia Ellen che Newland lo trovano estremamente noioso.
Nastasia
Cameriera italiana di Ellen
Mr. Letterblair
Socio anziano dello studio legale in cui lavora Newland al quale dà la responsabilità di occuparsi della causa di divorzio intrapresa da Ellen.
Mrs. Rushworth
Vana e sciocca donna maritata con la quale Newland ha avuto una relazione prima del fidanzamento con May.
Ned Winsett
Giornalista amico di Newland, nonostante i differenti ambienti sociali: è una delle poche persone con cui Newland sente di poter avere una conversazione significativa. Ad un certo punto sfida l'amico a pensare alle cose al di fuori delle imposizioni sociali.
Reggie Chivers
Un importante membro della società, Newland trascorre un fine settimana nella sua casa in campagna sul fiume Hudson.
Medora Manson
Una marchesa, zia di Ellen che l'ha accolta in Europa come fosse una figlia; ora vive a Washington, dove Ellen ad un certo punto va a prendersi cura di lei. Durante una visita a New York fa pressioni su Newland perché cerchi di convincere la nipote a tornare dal conte. Il fallimento della banca di Beaufort alla fine la manda in rovina e dovrà tornarsene in Europa accompagnata da Ellen.
Dr. Agathon Carver
Un amico, e possibile interesse amoroso, della marchesa Manson
Signore Du Lac
Vecchie zie di Newland, offrono la propria casa di campagna a lui e a May per la loro luna di miele.
Mrs. Carfry
Conoscente inglese di Adeline e Janey; invita Newland e May per una cena durante il loro tour europeo subito dopo le nozze.
M. Rivière
Il tutore francese del nipote della signora Carfry; affascina fortemente Newland per il brillante intelletto che dimostra e per le vicende della propria vita. A un certo punto si dimostra essere il segretario del conte Olenski, che aiuta Ellen a ritornare in America.
Emerson Sillerton
Professore eccentrico fuori moda che passa le proprie estati a Newport col resto della società che conta. Sua moglie organizza una festa per i Blanker, a cui nessuno però è intenzionato a partecipare.
Famiglia Blenker
Famiglia socialmente inferiore con cui la Marchesa ed Ellen rimangono in contatto mentre si trovano a Newport.
Miss Blanker
Figlia più giovane dei Blanker. A Newland ricorda per un breve spazio di tempo le caratteristiche di Ellen e la ragazza flirta con lui; è attraverso di lei che scopre che Ellen s'è recata a Boston.
Dallas Archer
Figlio maggiore di Newland e May. Accompagnerà il padre oramai anziano lungo un viaggio in Europa.
Fanny Beaufort
Fidanzata di Dallas e figlia di Julius e della sua seconda moglie.

## Trasposizioni cinematografiche
- Dal libro è stato tratto, nel 1993, l'omonimo film, con protagonisti Michelle Pfeiffer, Daniel Day-Lewis e Winona Ryder, per la regia di Martin Scorsese, che ottenne 5 nomination al premio Oscar.

## Edizioni
- (EN) Edith Wharton, The Age of Innocence, New York City, D. Appleton & Company, 1920.

Traduzioni italiane
- L'età dell'innocenza, traduzione di Amalia D'Agostino Schanzer, Collezione Biblioteca di Letteratura. I Classici Moderni n.7, Milano, Feltrinelli, aprile 1960. - Milano, Longanesi, 1979, 1993; Milano, CDE, 1980; Trezzano sul Naviglio, Euroclub, 1981; Milano, TEA, 1988 - Teadue, TEA, 1998; Collana Scrittori di tutto il mondo, Milano, Corbaccio, 1993; La Biblioteca di Repubblica. Novecento n.95, Roma, L'Espresso-La Repubblica, 2003; Collezione Biblioteca Romantica, Milano, Fabbri Editori, 2004; Collezione Biblioteca del Novecento, Milano, Fabbri Editori, 2012.
- L'età dell'innocenza, traduzione di Pietro Negri, Introduzione di Tommaso Pisanti, Collana Grandi Tascabili Economici n.228, Roma, Newton Compton, 1993, ISBN 978-88-798-3256-4. - Collana Biblioteca Economica n.79, Newton Compton, 1996.
- L'età dell'innocenza, traduzione di Alessandro Ceni, Introduzione di Cynthia Griffin Wolff, Collana I grandi romanzi, Milano, BUR, 2008, ISBN 978-88-170-1815-9. - allegato a "Famiglia Cristiana", Milano, San Paolo, 2009.
- L'età dell'innocenza, traduzione di Sara Antonelli, Collana Universale Economica. I Classici n.274, Milano, Feltrinelli, 2017, ISBN 978-88-079-0274-1.
- L'età dell'innocenza, traduzione di Mariarosa Bricchi, Collana Classici Contemporanei, Milano-Firenze, Bompiani, 2019, ISBN 978-88-452-9995-7.